# Рагна Інголфсдоттір
Рагна Б'єдн Інголфсдоттір (ісл. Ragna Björg Ingólfsdóttir; народилась 22 лютого 1983 у м. Рейк'явіку, Ісландія) — ісландська бадмінтоністка. 
Учасниця Олімпійських ігор 2008 в одиночному розряді. У першому раунді поступилась Еріко Хіросе з Японії 0:2. Учасниця чемпіонатів Європи 2004, 2008.
Чемпіон Ісландії в одиночному розряді (2003, 2004, 2005, 2006, 2007, 2008, 2010), в парному розряді (2001, 2002, 2003, 2005, 2006, 2007, 2008, 2010), в змішаному парному розряді (2007). 
Переможниця Iceland International в одиночному розряді (2006, 2007, 2009), в парному розряді (2001, 2007, 2009). Переможниця Czech International в одиночному розряді (2006). Переможниця Hungarian International в одиночному розряді (2007).